# CSA Group

Prüfzeichen der CSA

Die CSA Group (ehemals Canadian Standards Association) ist eine unabhängige Normungsorganisation aus Kanada.

## Überblick
CSA besteht seit 1919 und damit seit über 100 Jahren. Das Betätigungsfeld der CSA Group umfasst die Entwicklung von Standards, Schulungs- und Beratungsleistungen sowie globale Produktprüfungen und -zertifizierungen. Zu diesen gehören Produkte im explosionsgefährdeten, industriellen, sanitären und medizinischen Bereich, Sicherheit und Technologie, gasbefeuerte und Haushaltsgeräte, alternative Energien, Beleuchtungstechnik, Automobilsektor, Eisenbahn- und Raumfahrt.
Die CSA Group standardisiert und prüft in folgenden Themenbereichen:
- Anlagen und Geräte
- Werkzeuge und Gartengeräte
- Bauprodukte
- Beleuchtung
- Informations- und Kommunikationstechnologie (IKT)
- Stromerzeugung und Energiespeicherung
- Industrielle Geräte und Explosionsgefährdete Bereiche
- Persönliche Schutzausrüstung
- Medizinprodukte, Labor- und Messgeräte
- Automotive
- Metrologie
- Funkanlagen

Mit der CSA Group Europe GmbH befindet sich die europäische Zentrale in Frankfurt a. M.

## Geschichte
Die CSA Group wurde 1919 ursprünglich als die Canadian Engineering Standards Association (CESA) gegründet. 1944 wurde sie offiziell zur Canadian Standards Association (CSA), um das Serviceportfolio besser widerzuspiegeln. Separate Abteilungen wurden in den folgenden Jahren etabliert, die sich auf bestimmte Geschäftsbereiche konzentrierten. Später kamen Produktprüfung und -zertifizierung (1999), Konsumgüterevaluierung (2004), Normenentwicklung und das damit verbundene Serviceangebot (2009) hinzu.
Seit 2012 sind alle Geschäftsbereiche unter der Dachmarke CSA Group zusammengeführt.
Das einheitliche Logo sowie der Slogan reflektieren die Position der CSA Group als eine Zertifizierungsorganisation in globalen Märkten. Mit über 1650 Mitarbeitern in 14 Ländern ist die CSA Group weltweit mit Niederlassungen vertreten.

## Normenentwicklung
CSA entwickelt und pflegt mehr als 3000 Normen und Vorschriften in Bezug auf Sicherheit, Designs oder Leistung. Die Gesetzgebung und Vorschriften der meisten Gemeinden, Provinzen oder Staaten in Nordamerika verlangen, dass bestimmte Produkte gemäß einer bestimmten Norm von einem national anerkannten Testlabor geprüft werden müssen. Die CSA Group gehört ebenfalls zu den sogenannten Nationally Recognized Test Laboratories (NRTL) und kann Hersteller bei der Prüfung und Zertifizierung ihrer Produkte unterstützen.
Organisationen wie SCC (Standards Council of Canada), ANSI (American National Standards Institute) und OSHA (Occupational Safety and Health Administration) haben die CSA Group als offizielles Test- und Zertifizierungsinstitut akkreditiert und akzeptiert. Darüber hinaus gilt die CSA Group für IECEE (IEC System for Conformity Testing and Certification of Electrotechnical Equipment and Components) als nationale Zertifizierungsstelle im CB-Verfahren.
Nach eigenen Aussagen ist das registrierte und akkreditierte CSA-Prüfzeichen […] das sichtbare und glaubhafte Zeugnis dafür, dass Produkte die relevanten Sicherheitsstandards erfüllen....Es zeichnet weltweit bereits Milliarden Produkte aus und kann nur von einer lizenzierten oder von der CSA Group anderweitig dazu berechtigten Stelle ausgestellt werden.